# Youri Tcherenkov
Pour les articles homonymes, voir Tcherenkov.
Iouri Tcherenkov (russe : Юрий Черенков), plus rarement orthographié Youri Tcherenkov, né le 4 juin 1961 en Crimée, est un animateur, scénariste et illustrateur russe, vivant en France, il travaille souvent avec son épouse Zoïa Trofimova, co-réalisatrice et character designer.
Il étudie à l’École d'Arts de Jevpatoria, en Crimée, où il réalise son premier film en pâte à modeler. Il entre ensuite au prestigieux Institut de Cinématographie Gerasimov (VGIK) à Moscou, d'où il ressort diplômé en 1996, Youri Norstein remarque son film de fin d'étude. Cela amènera les deux hommes à devenir amis.
En 1995, il réalise La Grande Migration.
Il est un des principaux animateurs et scénaristes du long métrage d'animation La Prophétie des grenouilles des studios Folimage. Sa femme, Zoia Trofimova, y participe également (création des personnages humains du film).

## Filmographie
- 1995 : La Grande Migration, scénariste, prix Novais-Teixeira[4] ;
- 2002 : Le Trop Petit Prince, réalisation, scénario et conception graphique de Zoïa Trofimova[5], notamment diffusé au Festival Tout-petit cinéma[6] ;
- 2003 : La Prophétie des grenouilles, long métrage, Folimage[7] ;
- 2004 : Le Chat Bayoun, spécial TV, inspiré d'un conte russe présenté notamment à Annecy 2005 et Auch
- 2008 : Mia et le Migou, scénariste ;
- 2008 : Nikita le tanneur (russe : Никита Кожемяка) co-réalisé avec Zoïa Trofimova[8] ;
- 2012 : Le Père Frimas, réalisation et scénario, Les Films de l'Arlequin[9]